# Třída Ťi-lung
Třída Ťi-lung je třída raketových torpédoborců Námořnictva Čínské republiky. Torpédoborce byly původně stavěny pro Írán. Po svržení šáhova režimu si je ponechalo americké námořnictvo, které je na sklonku 90. let vyřadilo a nabídlo k prodeji. Plavidla zakoupila Čínská republika, v jejímž námořnictvu slouží od let 2005-2006.

## Pozadí vzniku

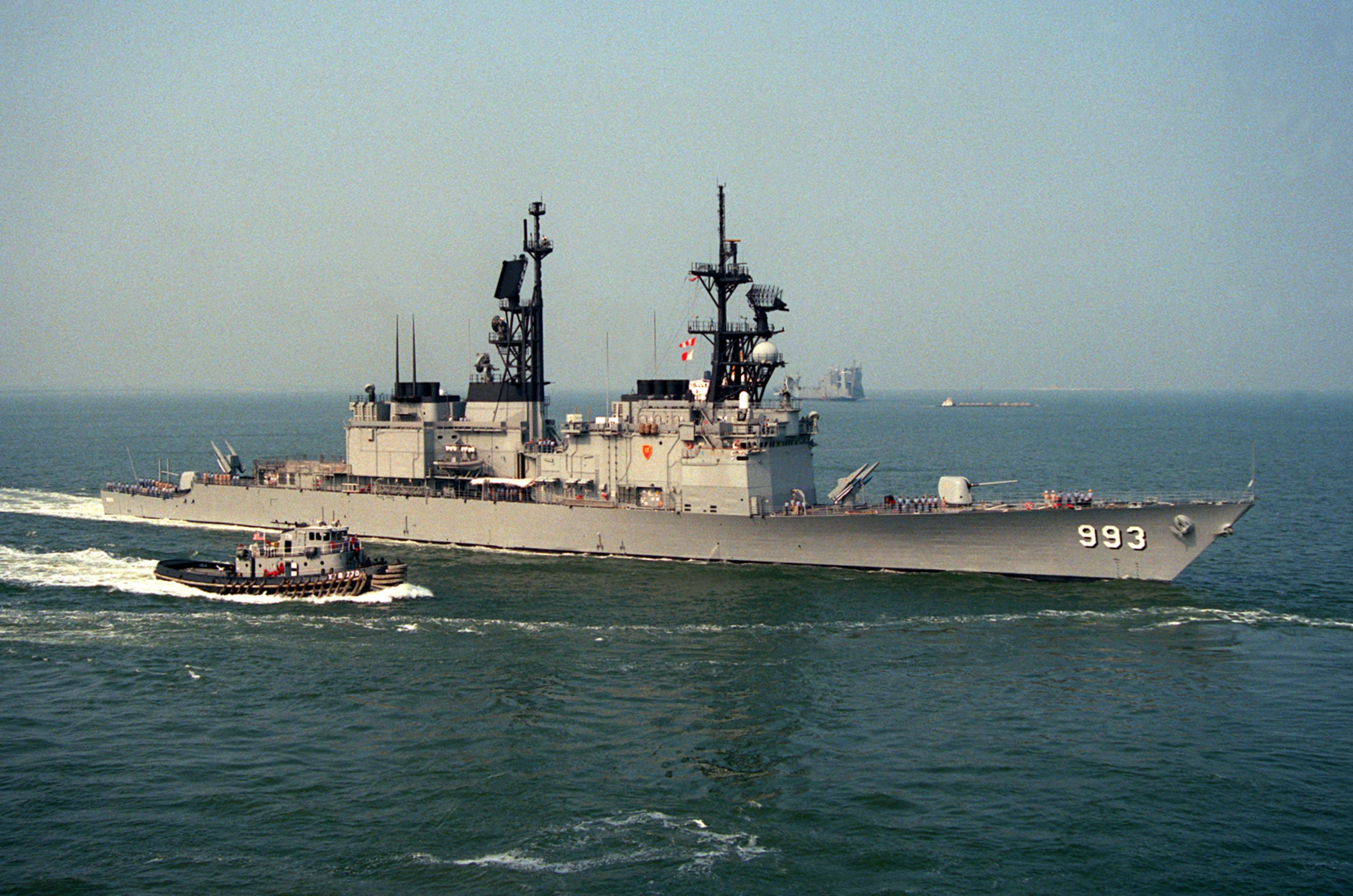
USS Kidd vyplouvá do války v Zálivu

Všechny čtyři jednotky třídy byly původně stavěny pro íránského šáha jako modifikace americké třídy Spruance a v Íránu měly být klasifikovány jako křižníky. Jejich stavbu zajistila americká loděnice Ingalls Shipbuilding v Pascagoule ve státě Mississippi. Po vypuknutí islámské revoluce a svržení šáhova režimu si USA všechny lodi ponechalo a zařadilo je do stavu svého námořnictva. Torpédoborce během služby v americkém námořnictvu nesly jména amerických velitelů padlých v boji za druhé světové války.
V letech 1998–1999 byly všechny čtyři lodě vyřazeny z aktivní služby a nabídnuty k prodeji. V roce 2001 o ně zájem projevila Čínská republika a americká vláda s prodejem souhlasila. Lodě byly po opravě a modernizaci předány v letech 2005–2006. Torpédoborce byly koupeny v rámci modernizačního programu Kuang Hua VII. Byly označeny jako třída Ťi-lung a ve stavu námořnictva nahradily druhoválečné torpédoborce třídy Gearing (desítky let stará plavidla byla v Čínské republice hluboce modernizována).
Jednotky třídy Ťi-lung:
| Jméno                            | Založení kýlu   | Spuštěna na vodu | Vstup do služby | Status  |
| -------------------------------- | --------------- | ---------------- | --------------- | ------- |
| Cuo-jing (DDG-1803) (ex Kidd)    | 26. června 1978 | 11. srpna 1979   | 27. června 1981 | aktivní |
| Su-ao (DDG-1802) (ex Callaghan)  | 23. října 1978  | 1. prosince 1979 | 29. srpna 1981  | aktivní |
| Ťi-lung (DDG-1801) (ex Scott)    | 12. února 1979  | 1. března 1980   | 24. října 1981  | aktivní |
| Ma-kung (DDG-1805) (ex Chandler) | 7. května 1979  | 28. června 1980  | 13. března 1982 | aktivní |

## Konstrukce

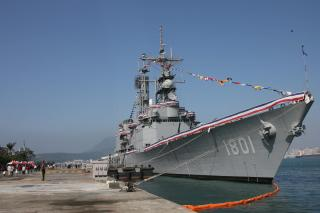
Ťi-lung (DDG-1801)

Při konstrukci lodí byl použit trup torpédoborců třídy Spruance. Celkově byla plavidla přizpůsobena službě v klimatických podmínkách oblasti Perského zálivu. Původní sonar SQS-53A byl před prodejem nahrazen modernějším typem SQS-53D. K obraně slouží systémy SRBOC a SLQ-25 Nixie.
Hlavňovou výzbroj tvoří dva dvouúčelové 127mm kanóny Mk 45 umístěné v dělové věži na přídi a dva 20mm hlavňové systémy blízké obrany Phalanx. K obraně proti útoku ze vzduchu slouží dvě dvojnásobná vypouštěcí zařízení Mk 26, ze kterých jsou vypouštěny protiletadlové řízené střely SM-2 Block IIA. Údernou výzbroj tvoří dva čtyřnásobné kontejnery pro podzvukové protilodní střely Harpoon Block II (u Su-ao nahrazeny nadzvukovým typem Siung-feng III). K ničení ponorek slouží osminásobné vypouštěcí zařízení Mk 112 pro protiponorkové střely ASROC. Protiponorkovou výzbroj doplňují dva trojhlavňové 324mm protiponorkové torpédomety Mark 32, pro která jsou nesena torpéda Mk 46. Z přistávací paluby na zádi mohou operovat dva protiponorkové vrtulníky. Torpédoborce jsou vybaveny hangárem.
Pohonný systém tvoří čtyři plynové turbíny typu General Electric LM2500. Lodní šrouby jsou dva. Při zapojení všech čtyř turbín mohou dosáhnout maximální rychlosti 30 uzlů. Dosah je 6 000 námořních mil.